# گورستان کشت دشت
گورستان کشت دشت مربوط به هزاره اول قبل از میلاد است و در شهرستان دامغان، روستای چهارده واقع شده و این اثر در تاریخ ۱۸ آبان ۱۳۷۸ با شمارهٔ ثبت ۲۴۸۲ به‌عنوان یکی از آثار ملی ایران به ثبت رسیده است.